# Arzin
| Arzin |                                                                         |
| arzin |                                                                         |
| \| \| \| |                                                                         |
| IUPAC-név | arzin                                                                   |
| Szabályos név                                                                                                   | arzán                                                                   |
| Más nevek | arzén-hidrogén                                                          |
| Kémiai azonosítók                                                                                               |                                                                         |
| CAS-szám | 7784-42-1                                                               |
| PubChem | 23969                                                                   |
| ChemSpider | 22408                                                                   |
| EINECS-szám | 232-066-3                                                               |
| ChEBI | 47217                                                                   |
| RTECS szám | CG6475000                                                               |
| InChIKey | RBFQJDQYXXHULB-UHFFFAOYSA-N                                             |
| Gmelin | 599                                                                     |
| UNII | V1I29R0RJQ                                                              |
| UN-szám | 2188                                                                    |
| ChEMBL | CHEMBL1231052                                                           |
| Kémiai és fizikai tulajdonságok                                                                                 |                                                                         |
| Kémiai képlet                                                                                                   | AsH3                                                                    |
| Moláris tömeg                                                                                                   | 77,95 g/mol                                                             |
| Megjelenés | színtelen gáz                                                           |
| Sűrűség | 3,5198 kg/m³ (0 °C, gáz) 1,4613 kg/dm³ (folyadék, forrásponton)         |
| Olvadáspont | −116,9 °C                                                               |
| Forráspont | −62,48 °C                                                               |
| Oldhatóság (vízben)                                                                                             | 200 mg/l (20 °C)                                                        |
| Kristályszerkezet                                                                                               |                                                                         |
| Molekulaforma                                                                                                   | trigonális piramis                                                      |
| Dipólusmomentum                                                                                                 | 0,20 D                                                                  |
| Veszélyek |                                                                         |
| EU osztályozás                                                                                                  | Nagyon mérgező (T+), Nagyon gyúlékony (F+), Veszélyes a környezetre (N) |
| NFPA 704 | 4 2                                                                     |
| R mondatok | R12, R26, R48/20, R50/53                                                |
| S mondatok | (S1/2), S9, S16, S28, S33, S36/37, S45, S60, S61                        |
| Lobbanáspont | gyúlékony gáz                                                           |
| Rokon vegyületek                                                                                                |                                                                         |
| Rokon hidridek                                                                                                  | Ammónia; Foszfin; Sztibin; Bizmutin                                     |
| Ha másként nem jelöljük, az adatok az anyag standardállapotára (100 kPa) és 25 °C-os hőmérsékletre vonatkoznak. |                                                                         |
| |                                                                         |

Az arzin vagy arzén-hidrogén egy szervetlen vegyület, az arzén hidridje. Összegképlete AsH3. Az ammóniához és a foszfinhoz hasonló szerkezetű molekulákat alkot. Színtelen, fokhagymára emlékeztető szagú gáz. Erősen mérgező.

## Szerkezete
Az arzin molekulája az ammóniához és a foszfinhoz hasonlóan trigonális piramis alakú. A molekulában található arzénatomhoz egy nemkötő elektronpár tartozik. Mivel az arzénatom nagyobb térigényű, a molekula kötésszöge (92°) kisebb, mint az ammóniában és a foszfinban.

## Kémiai tulajdonságai
Az arzin instabil vegyület, könnyen elemeire bomlik. Ezt a tulajdonságát az arzén kimutatására használják az analitikában (Marsh-féle próba). Redukáló tulajdonságú. Meggyújtva elég, az égésekor vízgőz és arzén(III)-oxid keletkezik. Az ezüst-nitrátot redukálja, fémes ezüstöt szabadít fel belőle.

## Előállítása
Különböző arzénvegyületekből állítható elő, naszcensz hidrogénnel végzett redukcióval. Például:
{\displaystyle \mathrm {H_{3}AsO_{3}+6\ H\rightarrow AsH_{3}+3\ H_{2}O} }
Arzenidekből (például magnézium- vagy cink-arzenidből) savak hatására szintén arzin szabadul fel.

## Felhasználása
Az arzint szerves arzénvegyületek előállítására, illetve a félvezetőiparban használják fel.
Néhány, az arzinból levezethető szerves vegyületet az első világháborúban hadi célokra használtak.